# Cuts Like a Knife
Cuts Like a Knife ist das dritte Studioalbum des kanadischen Rocksängers Bryan Adams. Das Album wurde am 18. Januar 1983 von seinem Musiklabel A&M Records veröffentlicht.

## Entstehung und Veröffentlichung
Das Album wurde wie auch die Vorgänger im Wesentlichen von Adams mit Jim Vallance geschrieben und vom 13. August bis 20. Oktober 1982 erneut mit Bob Clearmountain im Little Mountain Sound, Vancouver, British Columbia eingespielt und im Le Studio Morin Heights, Quebec, abgemischt. Weitere Aufnahmen und Mixes fanden im Studio Power Station statt.
Straight from the Heart wurde bereits 1978 geschrieben. Der Titel stammte ursprünglich von Adams’ Freund Eric Kagna.
Als erste Single wurde Let Him Know Ende 1982 nur in Japan ausgekoppelt, dann folgte Straight from the Heart im Februar 1983. Im Mai 1983 wurde der Titelsong zur dritten Single, und im August 1983 folgte This Time. Ende 1983 erschien noch The Best Was Yet to Come nur in Kanada und den Niederlanden.

## Titelliste
| Nr. | Titel                                       | Länge |
| --- | ------------------------------------------- | ----- |
| 1.  | The Only One                                | 3:16  |
| 2.  | Take Me Back                                | 4:41  |
| 3.  | This Time                                   | 3:20  |
| 4.  | Straight from the Heart (Adams, Eric Kagna) | 3:31  |
| 5.  | Cuts Like a Knife                           | 5:17  |

| Nr. | Titel                                              | Länge |
| --- | -------------------------------------------------- | ----- |
| 6.  | I’m Ready                                          | 3:58  |
| 7.  | What’s It Gonna Be                                 | 3:40  |
| 8.  | Don’t Leave Me Lonely (Adams, Vallance, Eric Carr) | 2:58  |
| 9.  | Let Him Know                                       | 3:11  |
| 10. | The Best Was Yet to Come                           | 3:04  |

| Nr. | Titel                                            | Länge |
| --- | ------------------------------------------------ | ----- |
| 11. | Take Me Back (Von Live! Live! Live!)             | 5:33  |
| 12. | The Best Was Yet to Come (Von Live! Live! Live!) | 2:53  |

## Rezeption

### Charts und Chartplatzierungen
| ChartsChartplatzierungen       | Höchstplatzierung | Wochen |
| ------------------------------ | ----------------- | ------ |
| Deutschland (GfK)              | 24 (7 Wo.)        | 7      |
| Kanada (MC)                    | 8 (57 Wo.)        | 57     |
| Vereinigte Staaten (Billboard) | 8 (89 Wo.)        | 89     |
| Vereinigtes Königreich (OCC)   | 21 (6 Wo.)        | 6      |

### Auszeichnungen für Musikverkäufe
| Land/Region                  | Auszeichnungen für Musikverkäufe (Land/Region, Auszeichnung, Verkäufe) | Verkäufe  |
| ---------------------------- | ---------------------------------------------------------------------- | --------- |
| Australien (ARIA)            | Gold                                                                   | 35.000    |
| Kanada (MC)                  | 3× Platin                                                              | 300.000   |
| Schweiz (IFPI)               | Gold                                                                   | 25.000    |
| Vereinigte Staaten (RIAA)    | Platin                                                                 | 1.000.000 |
| Vereinigtes Königreich (BPI) | Silber                                                                 | 60.000    |
| Insgesamt                    | 1× Silber · 2× Gold · 4× Platin ·                                      | 1.420.000 |

Hauptartikel: Bryan Adams/Auszeichnungen für Musikverkäufe